# Tréfols
Tréfols település Franciaországban, Marne megyében. Lakosainak száma 174 fő (2022. január 1.). Tréfols Rieux, Champguyon, Joiselle, Morsains, Le Vézier, Villeneuve-la-Lionne és Montenils községekkel határos.

## Népesség
A település népessége az elmúlt években az alábbi módon változott:
| Lakosok száma | 141  | 112  | 131  | 142  | 153  | 155  | 168  | 177  | 177  | 174  |
|               | 1968 | 1982 | 1990 | 2006 | 2013 | 2015 | 2017 | 2019 | 2020 | 2022 |